# ホセ・ロペス (ボクサー)
ホセ・ロペス（Jose Lopez、1972年3月29日 - ）は、プエルトリコのプロボクサー。トルヒーヨアルト出身。元WBO世界スーパーフライ級王者。

## 来歴
1991年11月7日、プロデビュー戦は引き分けとなった。
1992年2月1日、ダイレクトマッチにて4R判定負けを喫した。
1993年9月25日、プエルトリコフライ級王者ホセ・ジーザスを1RTKOで下し、同王座を獲得した。
1994年10月1日、フリオ・アセベドを8RTKOで下し、同王座の初防衛に成功。その後王座を返上した。
1996年6月1日、WBO世界フライ級王者アルベルト・ヒメネスに挑戦するが判定負けで王座獲得に失敗した。
1998年3月21日、WBO世界フライ級王者カルロス・サラサールに挑戦するが判定負けで王座獲得に失敗した。
1999年12月18日、ホセ・アントニオ・ロペスが剥奪されて空位になったWBO世界フライ級王座をイシドロ・ガルシアと争うが判定で敗れ王座獲得に失敗した。
2001年2月10日、モーリショ・パストラーナの持つIBA世界スーパーフライ級王座に挑戦したが、0-3の判定負けを喫し王座獲得に失敗した。
2001年6月23日、ジェービア・シントロンの持つWBOラテンアメリカスーパーフライ級王座に挑戦、王座獲得に成功した。
2001年9月8日、WBO世界フライ級王者フェルナンド・モンティエルに挑戦するが判定負けで王座獲得に失敗した。
2003年9月19日、WBOラテンアメリカフライ級王座を獲得。同王座の4度目の防衛戦でFECARBOXフライ級王座も獲得したが対戦相手がいなかったために両王座を返上した。
2006年4月1日、WBCラテンアメリカフライ級王座を獲得し、初防衛戦でWBAフェデセントロフライ級王座も獲得した。
2008年4月5日、WBOラテンアメリカスーパーフライ級王座を再獲得。同年10月4日、WBOラテンアメリカスーパーフライ級王座の初防衛に成功した。
2009年3月28日、プエルトリコのルーベン・ロドリゲス・コロシアムで行われたWBO世界スーパーフライ級王座決定戦にてプラムウォンサック・ポーサワン（タイ王国）と対戦、判定勝利で同王座を獲得した。
2009年9月5日、カナダのカジノ・ラマでマービン・ソンソナと対戦し、0-3（111-114、110-115、109-116）の判定負けで初防衛に失敗し、王座から陥落した。
2010年8月27日、プエルトリコのファナ・ディアスで行われたWBAフェデカリブスーパーフライ級王座決定戦でセサール・セダと対戦し、0-3の判定負けを喫し、王座獲得に失敗した。
2011年6月3日、インディオのファンタジー・スプリングス・カジノでレオ・サンタ・クルスと対戦し、5回2分35秒KO負けを喫した。
2012年9月27日、プエルトリコのサンファンでマックジョー・アローヨと対戦し、4回2分27秒TKO負けを喫した。

## 戦績
- プロボクシング：52戦 39勝 (32KO) 11敗 2分

| 戦           | 日付           | 勝敗 | 時間     | 内容    | 対戦相手                               | 国籍           | 備考                                                           |
| ------------ | -------------- | ---- | -------- | ------- | -------------------------------------- | -------------- | -------------------------------------------------------------- |
| 1            | 1991年11月7日  | △    | 4R       | 判定    | ファン・クルーズ                       | プエルトリコ   | プロデビュー戦                                                 |
| 2            | 1992年2月1日   | ★    | 4R       | 判定    | ファン・クルーズ                       | プエルトリコ   |                                                                |
| 3            | 1992年3月27日  | ☆    | 1R       | KO      | ダニエル・ペレス                       | プエルトリコ   |                                                                |
| 4            | 1992年5月27日  | ☆    | 4R       | 判定    | メルキアデス・ベンチュラ               | ドミニカ国     |                                                                |
| 5            | 1992年8月22日  | ☆    | 5R       | TKO     | ホセ・アヤラ                           | プエルトリコ   |                                                                |
| 6            | 1992年12月9日  | ☆    | 6R       | KO      | ビクトル・クルス                       | プエルトリコ   |                                                                |
| 7            | 1993年5月15日  | ★    | 6R       | 判定    | アンディ・アゴスト                     | プエルトリコ   |                                                                |
| 8            | 1993年9月25日  | ☆    | 1R       | TKO     | ホセ・ルイス・デ・ヘスス               | プエルトリコ   | プエルトリコフライ級タイトルマッチ                             |
| 9            | 1993年10月15日 | ☆    | 4R       | TKO     | フェリックス・モラレス                 | プエルトリコ   |                                                                |
| 10           | 1994年2月26日  | ☆    | 2R       | TKO     | メルキアデス・ベンチュラ               | ドミニカ共和国 |                                                                |
| 11           | 1994年4月15日  | ☆    | 1R       | TKO     | エクトル・ローマン                     | プエルトリコ   |                                                                |
| 12           | 1994年7月30日  | ☆    | 4R       | TKO     | ネイル・スワイン                       | イギリス       |                                                                |
| 13           | 1994年10月1日  | ☆    | 8R       | TKO     | フリオ・セサール・アセベド             | プエルトリコ   | プエルトリコ防衛1                                              |
| 14           | 1994年12月2日  | ☆    | 4R       | KO      | アルベルト・カントゥ                   | メキシコ       |                                                                |
| 15           | 1995年3月4日   | ☆    | 2R       | TKO     | マリオ・アルベルト・クルス・アルファロ | イギリス       |                                                                |
| 16           | 1995年5月8日   | ☆    | 3R       | TKO     | アレハンドロ・カノ                     | アメリカ合衆国 |                                                                |
| 17           | 1995年6月3日   | ☆    | 4R       | TKO     | アンドレス・アダムス                   | ドミニカ共和国 |                                                                |
| 18           | 1995年10月27日 | ☆    | 1R       | TKO     | ワンディ・アセンソ                     | アメリカ合衆国 |                                                                |
| 19           | 1996年6月1日   | ★    | 12R      | 判定0-3 | アルベルト・ヒメネス                   | メキシコ       | WBO世界フライ級タイトルマッチ                                  |
| 20           | 1996年12月13日 | ☆    | 4R       | TKO     | ミゲル・サントス                       | プエルトリコ   |                                                                |
| 21           | 1997年2月10日  | ☆    | 4R       | KO      | マーティン・ソロリオ                   | メキシコ       |                                                                |
| 22           | 1997年6月14日  | ☆    | 4R       | TKO     | ホセ・セペダ                           | メキシコ       |                                                                |
| 23           | 1997年11月10日 | ☆    | 8R       | KO      | フェルナンド・バレンシア               | メキシコ       |                                                                |
| 24           | 1998年3月21日  | ★    | 12R      | 判定0-3 | カルロス・サラサール                   | アルゼンチン   | WBO世界フライ級タイトルマッチ                                  |
| 25           | 1998年5月23日  | ☆    | 2R       | TKO     | ホセ・ルイス・ベラルデ                 | メキシコ       |                                                                |
| 26           | 1999年6月4日   | ☆    | 3R       | TKO     | ベラ・サンダー                         | ハンガリー     |                                                                |
| 27           | 1999年12月18日 | ★    | 12R      | 判定0-3 | イシドロ・ガルシア                     | メキシコ       | WBO世界フライ級王座決定戦                                      |
| 28           | 2000年7月1日   | ☆    | 6R       | TKO     | イバン・サラサール                     | メキシコ       |                                                                |
| 29           | 2000年10月22日 | ☆    | 1R       | KO      | ラファエル・オロスコ                   | メキシコ       |                                                                |
| 30           | 2001年2月10日  | ★    | 12R      | 判定0-3 | マウリシオ・パストラーナ               | コロンビア     | IBA世界スーパーフライ級タイトルマッチ                          |
| 31           | 2001年6月23日  | ☆    | 10R      | TKO     | ハビエル・シントロン                   | プエルトリコ   | WBOラテンアメリカスーパーフライ級タイトルマッチ                |
| 32           | 2001年9月8日   | ★    | 12R      | 判定0-3 | フェルナンド・モンティエル             | メキシコ       | WBO世界フライ級タイトルマッチ                                  |
| 33           | 2002年6月7日   | ☆    | 10R      | 判定    | アレハンドロ・モレノ                   | メキシコ       |                                                                |
| 34           | 2002年9月13日  | ☆    | 3R 1:33  | TKO     | アルベルト・オンティベロス             | メキシコ       |                                                                |
| 35           | 2003年9月19日  | ☆    | 12R      | 判定3-0 | エベラルド・モラレス                   | メキシコ       | WBOラテンアメリカフライ級タイトルマッチ                        |
| 36           | 2003年12月12日 | △    | 8R       | 判定1-0 | ファン・アルフォンソ・ケブ・バース     | メキシコ       |                                                                |
| 37           | 2004年4月2日   | ☆    | 2R 2:20  | KO      | オマール・ソト                         | メキシコ       | WBOラテンアメリカ防衛1                                         |
| 38           | 2004年6月25日  | ☆    | 3R 2:35  | TKO     | ハビエル・シントロン                   | プエルトリコ   | WBOラテンアメリカ防衛2                                         |
| 39           | 2004年9月24日  | ☆    | 11R 1:45 | TKO     | ファン・アルフォンソ・ケブ・バース     | メキシコ       | WBOラテンアメリカ防衛3                                         |
| 40           | 2005年3月11日  | ☆    | 8R 2:49  | KO      | ルイ・アンヘル・マルチネス             | メキシコ       | FECARBOXフライ級タイトルマッチ WBOラテンアメリカ防衛4          |
| 41           | 2006年4月1日   | ☆    | 6R       | TKO     | イリド・フリオ                         | コロンビア     | WBCラテンアメリカフライ級タイトルマッチ                        |
| 42           | 2006年8月19日  | ☆    | 10R      | 判定3-0 | カーミン・グアルディア                 | コロンビア     | WBAフェデセントロフライ級タイトルマッチ WBCラテンアメリカ防衛1 |
| 43           | 2006年12月16日 | ☆    | 12R      | 判定2-0 | ファン・アルベルト・ロサス             | メキシコ       | WBAフェデセントロ防衛1・WBCラテンアメリカ防衛2                 |
| 44           | 2007年2月16日  | ☆    | 12R      | 判定3-0 | アントニオ・ディアス                   | プエルトリコ   | WBAフェデセントロ防衛2                                         |
| 45           | 2008年4月5日   | ☆    | 4R 1:50  | TKO     | フアン・メルセデス                     | ドミニカ共和国 | WBOラテンアメリカスーパーフライ級タイトルマッチ                |
| 46           | 2008年8月8日   | ☆    | 7R終了   | TKO     | オスカー・アンドラーデ                 | メキシコ       |                                                                |
| 47           | 2008年10月4日  | ☆    | 7R 1:47  | TKO     | ジョナサン・ペレス                     | コロンビア     | WBOラテンアメリカ防衛1                                         |
| 48           | 2009年3月28日  | ☆    | 12R      | 判定3-0 | プラムウォンサック・ポーサワン         | タイ           | WBO世界スーパーフライ級王座決定戦                              |
| 49           | 2009年9月5日   | ★    | 12R      | 判定0-3 | マービン・ソンソナ                     | フィリピン     | WBO陥落                                                        |
| 50           | 2010年8月27日  | ★    | 12R      | 判定0-3 | セサール・セダ                         | プエルトリコ   | WBAフェデカリブスーパーフライ級王座決定戦                      |
| 51           | 2011年6月3日   | ★    | 5R       | KO      | レオ・サンタ・クルス                   | メキシコ       |                                                                |
| 52           | 2012年9月27日  | ★    | 4R       | TKO     | マックジョー・アローヨ                 | プエルトリコ   |                                                                |
| テンプレート |                |      |          |         |                                        |                |                                                                |

## 獲得タイトル
- プエルトリコフライ級王座
- WBOラテンアメリカスーパーフライ級王座
- WBCラテンアメリカフライ級王座
- WBOラテンアメリカフライ級王座
- FECARBOXフライ級王座
- WBAフェデセントロフライ級王座
- WBO世界スーパーフライ級王座（防衛0）